# Magab
Magab (auch Megeb) war ein altägyptischer Ort in Wadjit, dem 10. oberägyptischen Gau in Mittelägypten. Der Ort ist seit dem Mittleren Reich in Inschriften bezeugt. In einer Inschrift wird die Göttin Mut als Herrin von Magab bezeichnet, die hier also verehrt wurde. Eine Statue, die den Ort nennt, soll sich gegenüber von Abutig gefunden haben. Dort wurde in der Tat ein ägyptischer Tempel entdeckt, der vielleicht mit Magab zu identifizieren ist.